# 大東銀錢
大東銀錢是1882年朝鮮王朝最早製造的近代貨幣。

## 背景
1876年，朝鮮和日本簽訂《江華島條約》，國門開始向西方打閞。1882年5月22日，朝鮮和美國簽訂《朝美修好通商條約》。面對西方銀圓逐漸湧入朝鮮的事態，領議政洪淳穆在1882年7月奏：「向來，有鼓鑄革罷之命。而聞已採之銅不爲不多，便屬無用矣。見今經費艱絀之餘，姑以此更爲設鑄於度支，令戶判專管檢察。金銀各幣卽萬國通行之貨也。今當各國通商之時，我國之只用銅錢，事多窘跲。金銀錢及紋錢，令京外無礙通用何如？」

## 設計
大東銀錢突破傳統設計，採用無孔銀圓樣式。正面分別是「大東一錢」、「大東二錢」、「大東三錢」，背面的小圓內刻有「戶」字，以示戶曹所造。

## 流通
這種銀錢是戶曹使用從清朝購買的3萬兩馬蹄銀製作的，於1882年11月投入流通。金衡圭在《靑又日錄》記錄：「聞鑄錢所造銀錢，而國家以一葉錢，用一兩判下，貿易則其錢他處無用，故買於鑄錢所，則一葉錢授八錢，而自上又用一兩，二錢鑄錢所減食云。」
不僅如此，大東銀錢大部分流出到了海外或功能退化成儲蓄用，幾乎退出了流通。此外，由於馬蹄銀價格暴漲，大東銀錢的制造成本大幅度升高，導致大東銀錢在發行了9個月後的1883年6月就不得不停產，生產出的銀錢的數量也非常少。

## 外部連結
- 韓國第一枚現代銀幣 大東銀錢 （页面存档备份，存于） 韓國銀行 
- 大東幣 收藏品資料庫 韓国国立中央博物館 （日語）